# Caius Helvius Cinna
Pour les articles homonymes, voir Cinna.
Gaius Helvius Cinna est un poète latin et homme politique de la fin de la République romaine, au Ier siècle av. J.-C.
Ami de Catulle et d´Asinius Pollion, élève du grec Parthénios de Nicée (qui sera le maître de Virgile), il est l´auteur d'un poème épique et mythologique, Smyrna, ainsi que d'un Envoi à Pollion (œuvres aujourd'hui disparues). 
En 44 av. J.-C., il est tribun de la plèbe. Victime de son homonymie avec Lucius Cornelius Cinna, qui avait approuvé le meurtre de Jules César, il sera par erreur massacré par la foule lors des funérailles du dictateur.